# Лавініум

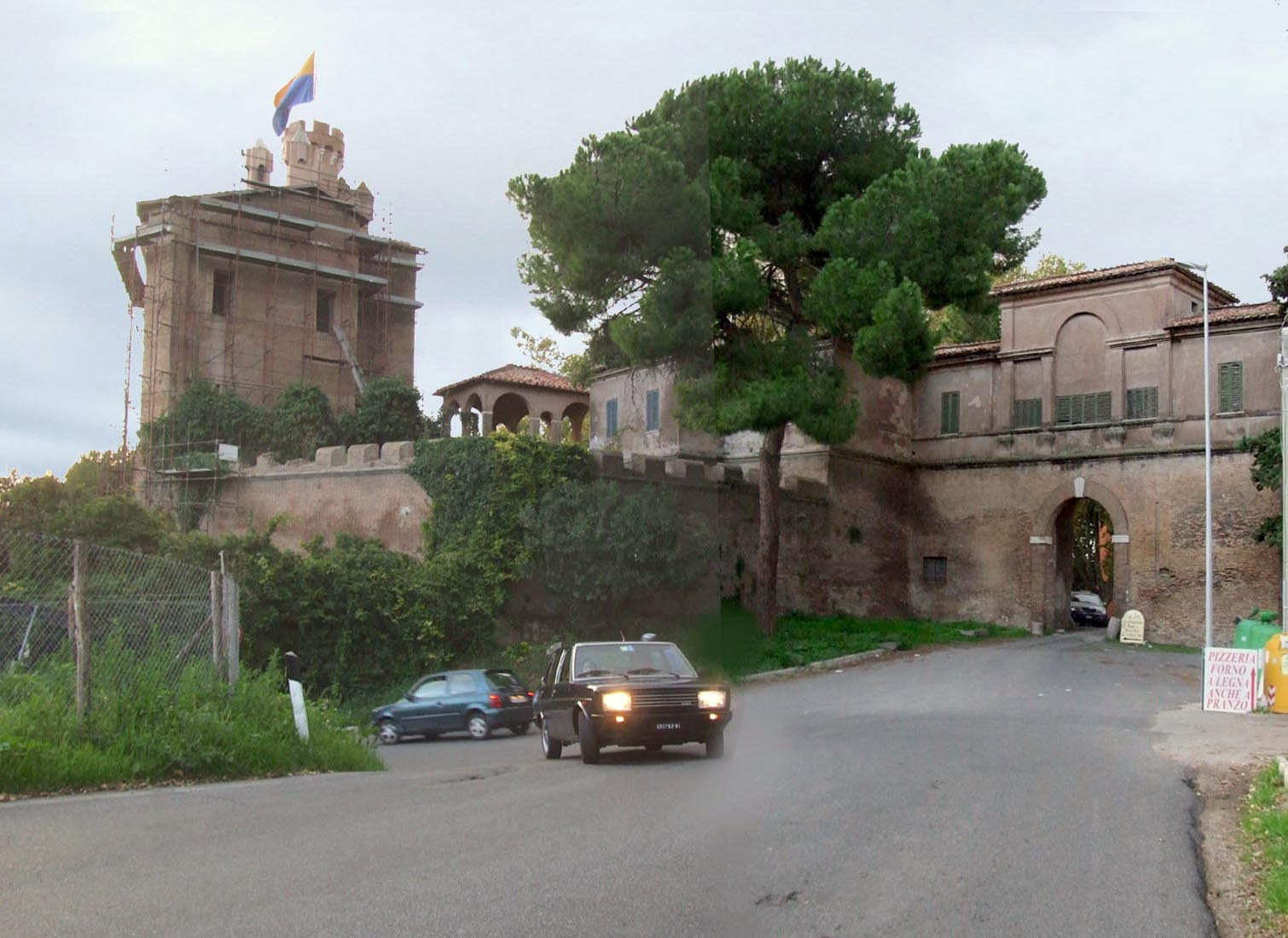
Рештки стін Лавініума у Пратіча ді маре (колишній центр Лавініума)

Лавініум або Лавіній (лат. Lavinium) — стародавнє місто в регіоні Лаціо (на відстані 20 миль від Риму). Рештки стін Лавініума нині можна побачити в містечку Пратіча (італ. Pratica). В наш час[коли?] на місці Лавініума розташовується місто Lavinio (Лаціо, Італія).

## Легенда
За переказами було побудоване Енеєм або Латином. Місто отримало свою назву на честь дочки Латина, царя латинян, Лавінії і його дружини Амати.
Досягнувши Італії, Еней виграв війну проти Турна, правителя рутулів. Після цього він заснував місто Лавініум, основне місто Латинського союзу. Громадяни Лавініума пізніше заснували Рим. Таким чином, Еней пов'язав царський дім Трої з Римом.

## Дослідження
Вперше був розкопаний в середині 1950-х років професором Фердінандо Кастаньолі з Топографічного інституту університету «Ла Сапієнца». Разом зі своїм колегою-археологом Лукос Коцца він розкопав курган діаметром 18 метрів, який ряснів похоронним інвентарем, датованим VII ст. до н. е .: було знайдено більше 60 артефактів, зокрема колісниця, зброя, речі з коштовних металів і вази для похоронних бенкетів.
Виявлено, що IV ст. до н. е. курган було перебудовано: до нього була додана квадратна кімната з широкими дверима з туфу. В ході дослідження виявилося, що римляни називали цей курган Героон Енея (героон — це святилище героя, яке вважалося побудованим над його могилою або містило його рештки).
У 2005 р відкрився Археологічний музей Лавінія, і туристи отримали можливість ознайомитися з деякими з археологічних скарбів Лавінія.
В ході розкопок 2010—2014 років виявився культовий центр, який став називатися «Святилищем XIII вівтарів»: тут в рівний рядок вишикувалися 13 вівтарів з м'якого вулканічного туфу, призначені для релігійних обрядів. У 2017 році було розкопано 14 вівтар. На думку дослідників, всі вони були споруджені між VI і IV ст. до н. е. В ході розкопок виявлено також архаїчний храм Мінерви і 2 випалювальних печі, в яких виготовлялися теракотові вотивні статуї.

## Історія
Археологічні розвідки доводять, що місто було стародавнім: його історію простежують від XII в. до н. е. Воно розширилося в VIII ст. до н. е. і досягло найбільших розмірів в VI ст. до н. е. Лавіній був головним релігійним центром Лація. В ньому розташовувалося святилише, де кожен вівтар являв якесь з великих латинських міст.
У V ст. до н. е. почався занепад, обумовлений збитком, яке завдав місту землетрус. До II ст. до н. е. Лавіній вже не був релігійним центром своєї Лаціума. Він перетворився на місце відпочинку знатних римлян. В такому статусі він перебував за часів Римської республіки та Римської імперії.
Місто прийшло в занепад, коли була знищена Західна Римська імперія. Близько 1200 року на руїнах стародавнього акрополя Лавінія було побудовано укріплене середньовічне місто Пратика-дель-Марі. До XIV ст. воно належало належав ченцям-бенедиктинців, а потім переходило від однієї знатної римської родини до іншої. Останньою власницею стала родина Боргезе, яка заволоділа містом в 1617 році. Це місце досі знаходиться у них у приватній власності. Вони зобов'язані утримувати середньовічне місто, і будь-які розпорядження щодо археологічного ділянки і природного заповідника навколо нього проводяться через Боргезе.

## У творчості
Обидві події — і заснування Лавініума, і війна з Рутулами зафіксовані в римському епічному творі Вергілія «Енеїда»